# Labada de Sarrahèra
La Labada de Sarrahèra o Pala de Sarrahèra es una montaña de los Pirineos de 2499 metros, situada en las comarca del Valle de Arán (provincia de Lérida).
La montaña de la Labada de Sarrahèra se encuentra al norte de la cresta que lo separa del Tuc de Sarrahèra (2645 m) situado al sur de la misma. Al oeste del pico se encuentra la aguja del Tuc des Hemnes (2359 m). 